# اتم‌گرایی اجتماعی
اتمیسم یا اتم‌گرایی اجتماعی (به انگلیسی: social atomism) یک نظریه جامعه‌شناسی است که از مفهوم علمی نظریه اتمی ناشی می‌شود و توسط فیلسوف یونان باستان دموکریت، و فیلسوف رومی لوکرتیوس ابداع شده است. در ترجمه علمی این کلمه، اتمیسم به این مفهوم اشاره دارد که تمام ماده در جهان از اجزای اساسی غیرقابل تقسیم یا اتم‌ها تشکیل شده است. وقتی در حوزه جامعه‌شناسی قرار می‌گیرد، اتمیسم فرد را به‌عنوان واحد اساسی تحلیل برای همه پیامدهای زندگی اجتماعی تعیین می‌کند. این نظریه به «گرایش جامعه به تشکیل مجموعه‌ای از افراد خودخواه و خودکفا که به‌صورت اتم‌های جداگانه عمل می‌کنند» اشاره دارد. بنابراین تمام ارزش‌ها، نهادها، تحولات و رویه‌های اجتماعی کاملاً از منافع و اعمال افرادی که در هر جامعه خاص زندگی می‌کنند، تکامل می‌یابند. فرد «اتم» جامعه است و تنها موضوع واقعی مورد توجه و تحلیل است.

## پیامدهای سیاسی
نظریه‌پردازان سیاسی مانند جان لاک و توماس هابز اتمیسم اجتماعی را به عرصه سیاسی گسترش می‌دهند. آن‌ها ادعا می‌کنند که انسان‌ها اساساً اتم‌های اجتماعی خودخواه، برابر و عاقلی هستند که در کنار هم جامعه‌ای انبوه از افراد خودخواه را تشکیل می‌دهند. کسانی که در جامعه مشارکت دارند باید بخشی از حقوق فردی خود را فدا کنند تا یک قرارداد اجتماعی با سایر افراد جامعه منعقد کنند. در نهایت، اگرچه از برخی حقوق صرف‌نظر می‌شود اما همکاری مبتنی بر منفعت شخصی برای حفظ متقابل افراد و برای کل جامعه رخ می‌دهد.

به گفته فیلسوف چارلز تیلور:
اصطلاح «اتمیسم» به‌طور کلی برای توصیف آموزه‌های نظریه قرارداد اجتماعی که در قرن هفدهم ظهور کردند و همچنین آموزه‌های جانشین آن که ممکن است از مفهوم قرارداد اجتماعی استفاده نکرده باشند، اما دیدگاهی از جامعه را به ارث برده‌اند که به نوعی توسط افراد برای تحقق اهدافی که در درجه اول فردی بودند، تشکیل شده است، به‌کار می‌رود. اشکال خاصی از فایده‌گرایی به این معنا آموزه‌های جانشین هستند. این اصطلاح همچنین برای آموزه‌های معاصری که به نظریه قرارداد اجتماعی بازمی‌گردند، یا سعی می‌کنند به نوعی از اولویت فرد و حقوق او بر جامعه دفاع کنند، یا دیدگاهی صرفاً ابزاری از جامعه ارائه می‌دهند، به کار می‌رود. 

## نقدها
کسانی که نظریه اتمیسم اجتماعی را نقد می‌کنند، معتقدند که این نظریه، ایده فرد به‌عنوان یکتا را نادیده می‌گیرد. الیزابت ولگاست جامعه‌شناس، معتقد است:
از دیدگاه اتمیستی، افرادی که یک جامعه را تشکیل می‌دهند، مانند مولکول‌های یک سطل آب قابل تعویض هستند - جامعه صرفاً مجموعه‌ای از افراد است. این امر برابری خشن و بی‌رحمانه‌ای را وارد نظریه ما از زندگی انسان می‌کند و با تجربه ما از موجودات به‌عنوان موجوداتی منحصربه‌فرد و غیرقابل جایگزین، که به‌دلیل تنوعشان - در آنچه که به اشتراک نمی‌گذارند - و نه به‌دلیل توانایی مشترکشان در استدلال ارزشمند هستند، در تضاد است. 
کسانی که اتمیسم اجتماعی را زیر سؤال می‌برند، استدلال می‌کنند که رفتار برابر با همه افراد، زمانی که نیازها و شرایط فردی آشکارا متفاوت است، ناعادلانه است.